# Volta a Espanya de 2015
La Volta a Espanya de 2015, 70a edició de la Volta a Espanya, es disputà entre el 22 d'agost i el 13 de setembre de 2015 sobre un recorregut de 3.357,1 km distribuïts en 21 etapes, sent la vint-i-dosena cursa de l'UCI World Tour 2015. L'inici de la cursa va tenir lloc al Port José Banús de Marbella, mentre el final va ser a Madrid, després que l'any anterior finalitzés a Santiago de Compostel·la.
El vencedor final fou l'italià Fabio Aru (Astana Qazaqstan Team) amb 57" de marge amb el català Joaquim Rodríguez (Team Katusha), que guanyà la classificació de la combinada, i 1'09" amb el polonès Rafał Majka (Team Tinkoff-Saxo). En les altres classificacions Alejandro Valverde (Movistar Team) guanyà la classificació per punts. El mallot de la muntanya fou per a Omar Fraile (Caja Rural-Seguros RGA). El Movistar Team fou el vencedor de la classificació per equips.
La cançó d'aquesta edició fou "Amanecer" d'Edurne.

## Equips participants
En aquesta edició de la Volta a Espanya prenen part 22 equips: els 17 World Tour, més 5 equips convidats de categoria continental professional, que foren presentats el 20 de març de 2015: Caja Rural-Seguros RGA, Cofidis, Colombia, Team Europcar i MTN Qhubeka.
| Núm.    | Codi | Equip                  |
| ------- | ---- | ---------------------- |
| 1-8     | SKY  | Team Sky               |
| 11-18   | ALM  | AG2R La Mondiale       |
| 21-28   | AST  | Astana Qazaqstan Team  |
| 31-38   | BMC  | BMC Racing Team        |
| 41-48   | CJR  | Caja Rural-Seguros RGA |
| 51-58   | COF  | Cofidis                |
| 61-68   | COL  | Colombia               |
| 71-78   | EQS  | Etixx-Quick Step       |
| 81-88   | FDJ  | FDJ                    |
| 91-98   | IAM  | IAM Cycling            |
| 101-108 | LAM  | Lampre-Merida          |

| Núm.    | Codi | Equip               |
| ------- | ---- | ------------------- |
| 111-118 | LTS  | Lotto Soudal        |
| 121-128 | MOV  | Movistar Team       |
| 131-138 | MTN  | MTN Qhubeka         |
| 141-148 | OGE  | Orica-GreenEDGE     |
| 151-158 | TCG  | Cannondale-Garmin   |
| 161-168 | EUC  | Team Europcar       |
| 171-178 | TGA  | Team Giant-Alpecin  |
| 181-188 | KAT  | Team Katusha        |
| 191-198 | TLJ  | Team LottoNL-Jumbo  |
| 201-208 | TCS  | Team Tinkoff-Saxo   |
| 211-218 | TFR  | Trek Factory Racing |

## Etapes
| Etapa                 | Data                  | Recorregut                                     |                           | km             | Vencedor d'etapa           | Líder de la general     |
| --------------------- | --------------------- | ---------------------------------------------- | ------------------------- | -------------- | -------------------------- | ----------------------- |
| 1a etapa              | Dis. 22 d'agost       | Port José Banús - Marbella                     | Contrarellotge per equips | 7,4            | BMC Racing Team (USA)      | Peter Velits (SVK)      |
| 2a etapa              | Diu. 23 d'agost       | Alhaurín de la Torre - Caminito del Rey        | Etapa de mitja muntanya   | 158,7          | Esteban Chaves (COL)       | Esteban Chaves (COL)    |
| 3a etapa              | Dil. 24 d'agost       | Mijas - Màlaga                                 | Etapa plana               | 158,4          | Peter Sagan (SVK)          | Esteban Chaves (COL)    |
| 4a etapa              | Dim. 25 d'agost       | Estepona - Vejer de la Frontera                | Etapa accidentada         | 209,6          | Alejandro Valverde (ESP)   | Esteban Chaves (COL)    |
| 5a etapa              | Dix. 26 d'agost       | Rota - Alcalá de Guadaíra                      | Etapa plana               | 167,3          | Caleb Ewan (AUS)           | Tom Dumoulin (NED)      |
| 6a etapa              | Dij. 27 d'agost       | Còrdova - Serra de Cazorla                     | Etapa de mitja muntanya   | 200,3          | Esteban Chaves (COL)       | Esteban Chaves (COL)    |
| 7a etapa              | Div. 28 d'agost       | Jódar - La Alpujarra                           | Etapa de muntanya         | 191,1          | Bert-Jan Lindeman (NED)    | Esteban Chaves (COL)    |
| 8a etapa              | Dis. 29 d'agost       | Puebla de Don Fadrique - Múrcia                | Etapa accidentada         | 182,5          | Jasper Stuyven (BEL)       | Esteban Chaves (COL)    |
| 9a etapa              | Diu. 30 d'agost       | Torrevella - El Poble Nou de Benitatxell       | Etapa de mitja muntanya   | 168,3          | Tom Dumoulin (NED)         | Tom Dumoulin (NED)      |
| 10a etapa             | Dil. 31 d'agost       | València - Castelló de la Plana                | Etapa accidentada         | 146,6          | Kristian Sbaragli (ITA)    | Tom Dumoulin (NED)      |
| Dimarts 1 de setembre | Dimarts 1 de setembre | Andorra la Vella                               | dia de descans            | dia de descans | dia de descans             | dia de descans          |
| 11a etapa             | Dix 2 de setembre     | Andorra la Vella - Cortals d'Encamp            | Etapa de muntanya         | 138            | Mikel Landa (ESP)          | Fabio Aru (ITA)         |
| 12a etapa             | Dij. 3 de setembre    | Escaldes-Engordany - Lleida                    | Etapa plana               | 173            | Danny van Poppel (NED)     | Fabio Aru (ITA)         |
| 13a etapa             | Div. 4 de setembre    | Calataiud - Tarassona                          | Etapa de mitja muntanya   | 178            | Nelson Oliveira (POR)      | Fabio Aru (ITA)         |
| 14a etapa             | Dis. 5 de setembre    | Vitoria-Gasteiz - Alto Campoo-Fuente del Chivo | Etapa de muntanya         | 215            | Alessandro De Marchi (ITA) | Fabio Aru (ITA)         |
| 15a etapa             | Diu. 6 de setembre    | Comillas - Sotres, Cabrales                    | Etapa de muntanya         | 175,8          | Joaquim Rodríguez (CAT)    | Fabio Aru (ITA)         |
| 16a etapa             | Dil. 7 de setembre    | Ḷḷuarca - Ermita del Alba, Quirós              | Etapa de muntanya         | 185            | Fränk Schleck (LUX)        | Joaquim Rodríguez (CAT) |
| dimarts 8 de setembre | dimarts 8 de setembre | Burgos                                         | dia de descans            | dia de descans | dia de descans             | dia de descans          |
| 17a etapa             | Dix. 9 de setembre    | Burgos - Burgos                                | Contrarellotge individual | 38,7           | Tom Dumoulin (NED)         | Tom Dumoulin (NED)      |
| 18a etapa             | Dij. 10 de setembre   | Roa - Riaza                                    | Etapa de mitja muntanya   | 204            | Nicolas Roche (IRL)        | Tom Dumoulin (NED)      |
| 19a etapa             | Div. 11 de setembre   | Medina del Campo - Àvila                       | Etapa de mitja muntanya   | 185,8          | Alexis Gougeard (FRA)      | Tom Dumoulin (NED)      |
| 20a etapa             | Dis. 12 de setembre   | San Lorenzo de El Escorial - Cercedilla        | Etapa de muntanya         | 175,8          | Rubén Plaza (ESP)          | Fabio Aru (ITA)         |
| 21a etapa             | Diu. 13 de setembre   | Alcalá de Henares - Madrid                     | Contrarellotge individual | 98,8           | John Degenkolb (GER)       | Fabio Aru (ITA)         |
| Total                 | Total                 | Total                                          | 3.357,1                   | 3.357,1        | 3.357,1                    | 3.357,1                 |

## Classificacions finals

### Classificació general
|    | Ciclista                 | Equip                 | Temps       |
| -- | ------------------------ | --------------------- | ----------- |
| 1  | Fabio Aru (ITA)          | Astana Qazaqstan Team | 85h 36' 13" |
| 2  | Joaquim Rodríguez (CAT)  | Team Katusha          | + 57"       |
| 3  | Rafał Majka (POL)        | Team Tinkoff-Saxo     | + 1' 09"    |
| 4  | Nairo Quintana (COL)     | Movistar Team         | + 1' 42"    |
| 5  | Esteban Chaves (COL)     | Orica-GreenEDGE       | + 3' 09"    |
| 6  | Tom Dumoulin (NED)       | Team Giant-Alpecin    | + 3' 46"    |
| 7  | Alejandro Valverde (ESP) | Movistar Team         | + 6' 47"    |
| 8  | Mikel Nieve (ESP)        | Team Sky              | + 7' 06"    |
| 9  | Daniel Moreno (ESP)      | Team Katusha          | + 7' 12"    |
| 10 | Louis Meintjes (RSA)     | MTN Qhubeka           | + 10' 26"   |

### Classificacions secundàries
|    | Ciclista                   | Equip                  | Punts |
| -- | -------------------------- | ---------------------- | ----- |
| 1  | Omar Fraile (ESP)          | Caja Rural-Seguros RGA | 82    |
| 2  | Rubén Plaza (ESP)          | Lampre-Merida          | 63    |
| 3  | Fränk Schleck (LUX)        | Trek Factory Racing    | 30    |
| 4  | Alessandro de Marchi (ITA) | BMC Racing Team        | 28    |
| 5  | Mikel Landa (ESP)          | Astana Qazaqstan Team  | 28    |
| 6  | José Gonçalves (POR)       | Caja Rural-Seguros RGA | 24    |
| 7  | Rodolfo Torres (COL)       | Colombia               | 22    |
| 8  | Pierre Rolland (FRA)       | Team Europcar          | 20    |
| 9  | José Joaquín Rojas (ESP)   | Movistar Team          | 19    |
| 10 | Mikaël Cherel (FRA)        | AG2R La Mondiale       | 18    |

|    | Ciclista                 | Equip                 | Punts |
| -- | ------------------------ | --------------------- | ----- |
| 1  | Alejandro Valverde (ESP) | Movistar Team         | 118   |
| 2  | Joaquim Rodríguez (CAT)  | Team Katusha          | 116   |
| 3  | Esteban Chaves (COL)     | Orica-GreenEDGE       | 108   |
| 4  | Tom Dumoulin (NED)       | Team Giant-Alpecin    | 105   |
| 5  | Nicolas Roche (IRL)      | Team Sky              | 97    |
| 6  | Fabio Aru (ITA)          | Astana Qazaqstan Team | 97    |
| 7  | John Degenkolb (GER)     | Giant-Shimano         | 93    |
| 8  | Rafał Majka (POL)        | Team Tinkoff-Saxo     | 89    |
| 9  | Nairo Quintana (COL)     | Movistar Team         | 84    |
| 10 | José Joaquín Rojas (ESP) | Movistar Team         | 76    |

|    | Ciclista                | Equip                  | Punts |
| -- | ----------------------- | ---------------------- | ----- |
| 1  | Joaquim Rodríguez (CAT) | Team Katusha           | 16    |
| 2  | Fabio Aru (ITA)         | Astana Qazaqstan Team  | 23    |
| 3  | Tom Dumoulin (NED)      | Team Giant-Alpecin     | 24    |
| 4  | Rafał Majka (POL)       | Team Tinkoff-Saxo      | 38    |
| 5  | Esteban Chaves (COL)    | Orica-GreenEDGE        | 43    |
| 6  | Nicolas Roche (IRL)     | Team Sky               | 46    |
| 7  | Mikel Landa (ESP)       | Astana Qazaqstan Team  | 49    |
| 8  | José Gonçalves (POR)    | Caja Rural-Seguros RGA | 52    |
| 9  | Nelson Oliveira (POR)   | Lampre-Merida          | 57    |
| 10 | Fränk Schleck (LUX)     | Trek Factory Racing    | 59    |

| Pos. | Equip                  | Temps        |
| ---- | ---------------------- | ------------ |
| 1    | Movistar Team          | 256h 44' 38" |
| 2    | Team Sky               | + 29' 47"    |
| 3    | Team Katusha           | + 35' 44"    |
| 4    | Astana Qazaqstan Team  | + 48' 24"    |
| 5    | Team Europcar          | + 1h 11' 00" |
| 6    | Caja Rural-Seguros RGA | + 1h 20' 44" |
| 7    | Team Tinkoff-Saxo      | + 1h 40' 58" |
| 8    | Etixx-Quick Step       | + 1h 43' 44" |
| 9    | Lotto Soudal           | + 1h 55' 17" |
| 10   | Cofidis                | + 2h 36' 11" |

### UCI World Tour
La Volta a Espanya atorga punts per l'UCI World Tour 2015 sols als ciclistes dels equips de categoria ProTeam.
| Position              | 1r  | 2n  | 3r  | 4t | 5è | 6è | 7è | 8è | 9è | 10è | 11è | 12è | 13è | 14è | 15è | 16è | 17è | 18è | 19è | 20è |
| Classificació general | 170 | 130 | 100 | 90 | 80 | 70 | 60 | 52 | 44 | 38  | 32  | 26  | 22  | 18  | 14  | 10  | 8   | 6   | 4   | 2   |
| Per etapa             | 16  | 8   | 4   | 2  | 1  |    |    |    |    |     |     |     |     |     |     |     |     |     |     |     |

## Evolució de les classificacions
| Etapa | Vencedor             | Classificació general | Classificació per punts | Classificació de la muntanya | Classificació de la combinada | Classificació per equips | Premi de la combativitat    |
| ----- | -------------------- | --------------------- | ----------------------- | ---------------------------- | ----------------------------- | ------------------------ | --------------------------- |
| 1     | BMC Racing Team      | Peter Velits          | No entregat             | No entregat                  | No entregat                   | BMC Racing Team          | Cameron Meyer               |
| 2     | Esteban Chaves       | Esteban Chaves        | Esteban Chaves          | Esteban Chaves               | Esteban Chaves                | Team Sky                 | José Gonçalves              |
| 3     | Peter Sagan          | Esteban Chaves        | Esteban Chaves          | Omar Fraile                  | Esteban Chaves                | Team Sky                 | Omar Fraile                 |
| 4     | Alejandro Valverde   | Esteban Chaves        | Peter Sagan             | Omar Fraile                  | Esteban Chaves                | Team Sky                 | Brayan Ramírez              |
| 5     | Caleb Ewan           | Tom Dumoulin          | Peter Sagan             | Omar Fraile                  | Esteban Chaves                | Team Sky                 | Iljo Keisse                 |
| 6     | Esteban Chaves       | Esteban Chaves        | Peter Sagan             | Omar Fraile                  | Esteban Chaves                | Team Sky                 | Miguel Ángel Rubiano Chávez |
| 7     | Bert-Jan Lindeman    | Esteban Chaves        | Esteban Chaves          | Omar Fraile                  | Esteban Chaves                | Team Sky                 | Amets Txurruka Ansola       |
| 8     | Jasper Stuyven       | Esteban Chaves        | Esteban Chaves          | Omar Fraile                  | Esteban Chaves                | Team Sky                 | Ángel Madrazo               |
| 9     | Tom Dumoulin         | Tom Dumoulin          | Esteban Chaves          | Omar Fraile                  | Tom Dumoulin                  | Team Sky                 | Omar Fraile                 |
| 10    | Kristian Sbaragli    | Tom Dumoulin          | Esteban Chaves          | Omar Fraile                  | Tom Dumoulin                  | Team Sky                 | Carlos Verona               |
| 11    | Mikel Landa          | Fabio Aru             | Esteban Chaves          | Omar Fraile                  | Tom Dumoulin                  | Team Sky                 | Mikel Landa                 |
| 12    | Danny van Poppel     | Fabio Aru             | Esteban Chaves          | Omar Fraile                  | Tom Dumoulin                  | Team Sky                 | Maxime Bouet                |
| 13    | Nelson Oliveira      | Fabio Aru             | Esteban Chaves          | Omar Fraile                  | Tom Dumoulin                  | Team Sky                 | Paweł Poljański             |
| 14    | Alessandro De Marchi | Fabio Aru             | Esteban Chaves          | Omar Fraile                  | Tom Dumoulin                  | Team Sky                 | Carlos Quintero             |
| 15    | Joaquim Rodríguez    | Fabio Aru             | Joaquim Rodríguez       | Omar Fraile                  | Joaquim Rodríguez             | Team Sky                 | Brayan Ramírez              |
| 16    | Fränk Schleck        | Joaquim Rodríguez     | Joaquim Rodríguez       | Omar Fraile                  | Joaquim Rodríguez             | Team Sky                 | Rodolfo Torres              |
| 17    | Tom Dumoulin         | Tom Dumoulin          | Joaquim Rodríguez       | Omar Fraile                  | Joaquim Rodríguez             | Team Sky                 | Tom Dumoulin                |
| 18    | Nicolas Roche        | Tom Dumoulin          | Joaquim Rodríguez       | Omar Fraile                  | Joaquim Rodríguez             | Movistar Team            | Ángel Madrazo               |
| 19    | Alexis Gougeard      | Tom Dumoulin          | Joaquim Rodríguez       | Omar Fraile                  | Joaquim Rodríguez             | Movistar Team            | Alexis Gougeard             |
| 20    | Rubén Plaza          | Fabio Aru             | Joaquim Rodríguez       | Omar Fraile                  | Joaquim Rodríguez             | Movistar Team            | Rubén Plaza                 |
| 21    | John Degenkolb       | Fabio Aru             | Alejandro Valverde      | Omar Fraile                  | Joaquim Rodríguez             | Movistar Team            | Tom Dumoulin                |
| Final | Final                | Fabio Aru             | Alejandro Valverde      | Omar Fraile                  | Joaquim Rodríguez             | Movistar Team            | Tom Dumoulin                |